# Estat Català-Partit Proletari
Estat Català-Partit Proletari (Estado Catalán-Partido Proletario) (EC-PP) fue un partido político comunista resultante de la escisión del sector más obrerista e izquierdista de Estat Català en 1932 y que no quiso integrarse en Esquerra Republicana de Catalunya, pero que al mismo tiempo no quería converger con el Bloque Obrero y Campesino. Entre sus dirigentes destacaron Jaume Compte,  Ramón Fabregat, Pere Aznar y Artur Cussó. Su publicación fue L'Insurgent. Hizo esfuerzos para construir un único partido obrero catalanista, pero al no tener éxito, en enero de 1934 dio lugar al Partit Català Proletari (PCP).
- Datos: Q8843120